# تقاضای مازاد

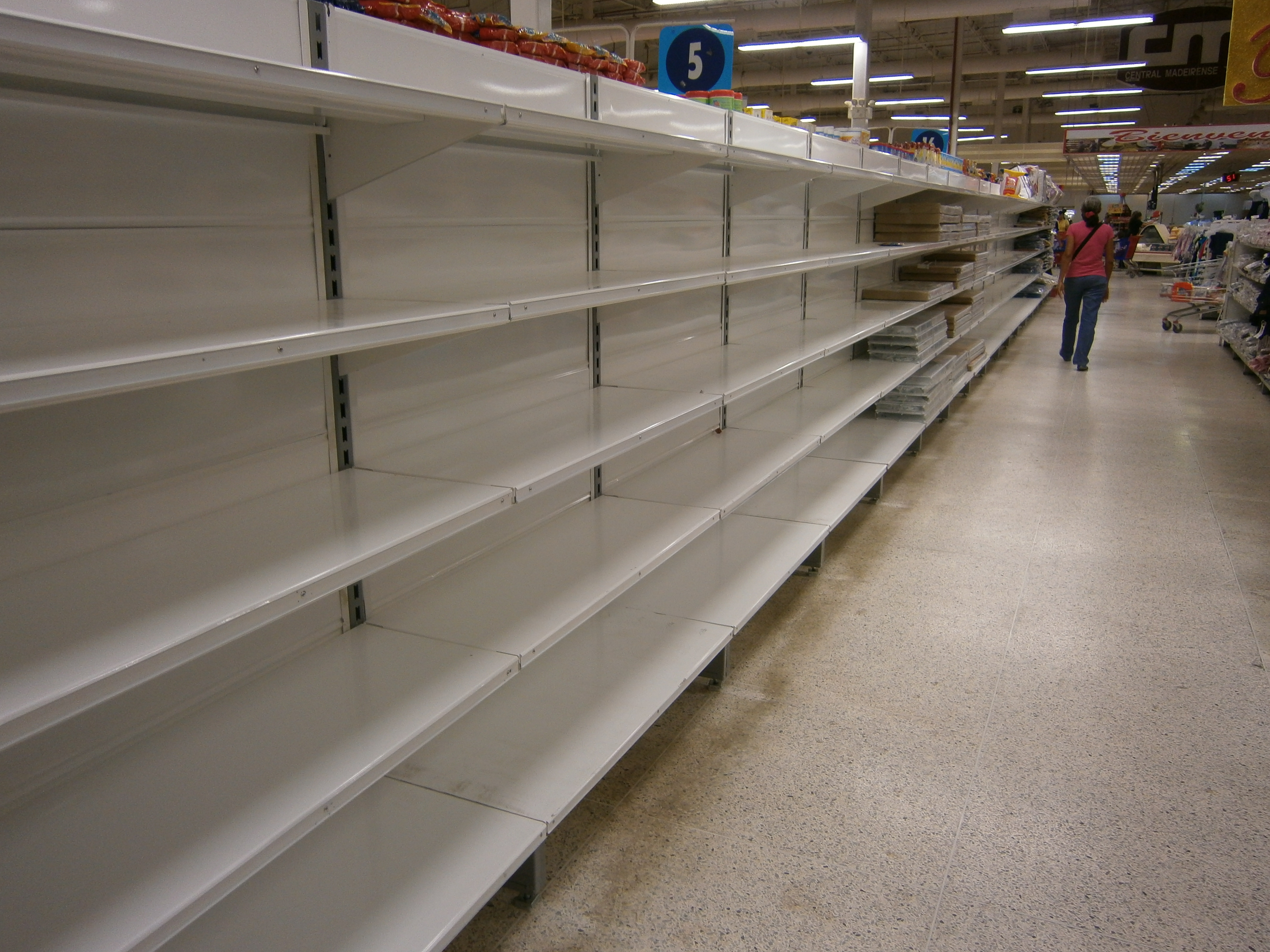
کمبود کالا در ونزوئلا و وجود مازاد تقاضا

در اقتصاد، کمبود یا تقاضای بیش از حد وضعیتی است که در آن تقاضا برای محصول یا خدمات در بازار از عرضه خود فراتر می‌رود. این در مقابل عرضه مازاد (مازاد) است.

## تعاریف
در بازار کامل (که با یک مدل ساده اقتصاد خرد مطابقت دارد)، بیش از حد تقاضا فروشندگان را وادار می‌کند تا قیمت را افزایش دهند تا زمانی که تقاضا در آن قیمت با عرضه موجود مطابقت داشته باشد و تعادل بازار . در اصطلاحات اقتصادی، کمبود زمانی اتفاق می‌افتد که به دلایلی (مانند مداخله دولت، یا تصمیم فروشندگان برای عدم افزایش قیمت‌ها) قیمت برای رسیدن به تعادل افزایش یابد. در این شرایط، خریداران می‌خواهند بیشتر از مقدار کالا یا خدماتی که در دسترس است، با قیمت بازار خریداری کنند و برخی از مکانیسم‌های غیرقیمتی (مانند «اولین بار، اولین سرویس» یا قرعه کشی) تعیین می‌کنند که به کدام خریدار خدمات ارائه می‌شود؛ بنابراین در یک بازار کامل تنها چیزی که می‌تواند باعث کمبود شود قیمت است.
در استفاده معمول، اصطلاح «کمبود» ممکن است به شرایطی گفته شود که اکثر مردم قادر به یافتن کالای مورد نظر با قیمت مقرون به صرفه نیستند، به خصوص که مشکلات عرضه باعث افزایش قیمت شده‌است. «پاکسازی بازار» زمانی اتفاق می‌افتد که همه خریداران و فروشندگانی که مایل به معامله با قیمت غالب هستند قادر به یافتن شریک هستند. تقریباً همیشه خریداران مایل به قیمت ارزان‌تر از ترخیص کالا از بازار وجود دارند. تعریف فنی باریک‌تر، تأمین نکردن این تقاضا را «کمبود» نمی‌داند، حتی اگر در یک چارچوب اجتماعی یا سیاسی چنین توصیف شود.

## علل
کمبودها (به معنای فنی) ممکن است برای موارد زیر ایجاد شود:
- سقف قیمت، نوعی کنترل قیمت که شامل محدودیت اعمال شده توسط دولت برای قیمت خدمات محصول است.
- قوانین ضد افزایش قیمت.
- دولت ممنوعیت در مورد فروش محصول یا خدمات، مانند تن‌فروشی یا برخی داروهای تفریحی.
- تصمیمات تأمین کنندگان مبنی بر عدم افزایش قیمت‌ها، به عنوان مثال برای حفظ روابط دوستانه با مشتریان بالقوه آینده در هنگام اختلال در تأمین.
- کمبود مصنوعی

## تأثیرات
تصمیماتی که منجر به کاهش قیمت زیر بازار می‌شود به برخی افراد کمک می‌کند و به دیگران آسیب می‌رساند. در این حالت، کمبودها ممکن است پذیرفته شود زیرا از نظر تئوری بخش خاصی از مردم را قادر می‌سازد محصولی را خریداری کنند که توانایی پرداخت آن را با قیمت تسویه بازار ندارند. این هزینه برای کسانی است که مایل به پرداخت هزینه کالایی هستند یا نمی‌توانند، یا در انجام این کار دشواری بیشتری را تجربه می‌کنند.
در مورد مداخله دولت در بازار، همیشه داد و ستدی با تأثیرات مثبت و منفی وجود دارد. به عنوان مثال، سقف قیمت ممکن است باعث کمبود شود، اما درصد مشخصی از مردم را قادر می‌سازد محصولی را خریداری کنند که با هزینه‌های بازار توانایی خرید آن را ندارند. کمبودهای اقتصادی ناشی از هزینه‌های معاملاتی و هزینه‌های فرصت بالاتر (به عنوان مثال، به صورت زمان از دست رفته) نیز به معنای اتلاف روند توزیع است. هر دو این عوامل به کاهش ثروت کل کمک می‌کنند.
کمبودها باعث:
- سیاه (غیرقانونی) و خاکستری (تنظیم نشده) بازارهایی که در آن کالاهایی که در بازارهای معمولی در دسترس نیستند به فروش می‌رسند یا محصولات با تقاضای بیش از حد با قیمت‌های بالاتر از در بازار مرسوم است.
- کنترل‌های مصنوعی تقاضا، مانند زمان (مانند انتظار در صف) و جیره‌بندی.
- روش‌های چانه زنی غیر پولی، مانند زمان (به عنوان مثال صف]، نفوذ گرایی یا حتی خشونت.
- خرید وحشت
- تبعیض قیمت.
- عدم توانایی خرید محصول، و متعاقباً پس‌انداز اجباری.

## مثال‌ها
در گذشته بسیاری از مناطق جهان کمبودهایی را تجربه کرده‌اند.
- کمبود غذا در ایالات متحده در رکود بزرگ رخ داده‌است.[۲]
- جنجالی در انگلستان و ایالات متحده عمدتاً در طی و بعد از جنگهای جهانی رخ داده‌است الگو:نیاز به استناد
- کمبود سیب زمینی در هلند باعث شورش‌های سیب زمینی ۱۹۱۷ شد.[۳][۴]
- از سال ۱۹۲۰ تا ۱۹۳۳ در طی ممنوعیت در ایالات متحده، ایجاد بازار سیاه برای مشروبات الکلی به دلیل عرضه کم مشروبات الکلی ایجاد شد. الگو:استناد لازم
- در طی بحران نفتی ۱۹۷۳، که طی آن از خطوط طولانی و سهمیه بندی برای کنترل تقاضا استفاده شد. الگو:استناد لازم
- در اتحاد جماهیر شوروی سابق طی دهه ۱۹۸۰، قیمت‌ها به‌طور مصنوعی با فیات پایین بودند (به عنوان مثال قیمت‌های بالا غیرقانونی اعلام شد). الگو:استناد لازم شهروندان شوروی در صف‌های مختلف با قیمت کنترل می‌شود کالاها و خدمات مانند اتومبیل، آپارتمان یا برخی از انواع لباس بودند. از نظر منتظران در صف، چنین کالاهایی در «کمبود» دائمی وجود داشت. برخی از آنها مایل بودند و می‌توانستند بیش از سقف قیمت رسمی پرداخت کنند، اما از نظر قانونی منع شدند. این روش برای تعیین تخصیص کالاهای موجود در کوتاه مدت به عنوان «جیره بندی» شناخته می‌شود.
- از اواسط دهه ۲۰۰۰ تا سال ۲۰۱۰، کمبود در ونزوئلا به دلیل سیاست‌های اقتصادی دولت ونزوئلا رخ داد.[۵] مانند اتکا به واردات خارجی ضمن ایجاد سخت‌گیری کنترل ارز ، کنترل قیمت‌ها را اعمال کنید و نتیجه مصادره مصادره را با تولید کمتر داخلی حاصل کنید. در نتیجه چنین کمبودهایی، ونزوئلایی‌ها مجبور شدند محصولات را جستجو کنند، ساعت‌ها در صف منتظر بمانند و جیره‌بندی آغاز شود، دولت اجازه خرید مقدار مشخصی از محصولات را در صورت موجود بودن از طریق تشخیص اثر انگشت صادر کرد.[۶][۷][۸]
- کمبودها در سودان انقلابی را در سال ۲۰۱۹ به وجود آورد که به حکومت ۳۰ ساله رئیس‌جمهور عمر البشیر پایان داد. آنها تا سال ۲۰۲۰ ادامه یافتند.[۹]
- خرید به دلیل بیماری همه گیر COVID-19 باعث کمبود مواد غذایی و محصولات در سراسر جهان شد.[۱۰] یکی از نوآوری‌هایی که از این امر حاصل شد، اجرای برنامه‌هایی بود که از زمان موجودی کالاهای کمیاب به مصرف‌کنندگان هشدار می‌داد.[۱۱]

## کمبودها و مدت زمان طولانی شدن
گرت هاردین تأکید کرد که کمبود عرضه را می‌توان به همان اندازه «طولانی شدن» تقاضا دانست. به عنوان مثال، کمبود غذا را می‌توان به همان اندازه کمبود مردم نامید (جمعیت بیش از حد). با نگاهی به این دیدگاه، او احساس کرد که می‌توان با این مسئله بهتر کنار آمد.

## کمبود نیروی کار
در کوتاهترین تعریف، کمبود نیروی کار شرایط اقتصادی است که در آن کارفرمایان معتقدند نامزدهای کافی (کارمند) واجد شرایط کافی برای پر کردن مطالبات بازار برای استخدام با دستمزد وجود ندارد؛ که بیشتر توسط کارفرما تعیین می‌شود. اقتصاددان بعضی اوقات از چنین شرایطی بعنوان "نارسایی در نیروی کار نام می‌برند. به عنوان مثال پیر شدن جمعیت و نیروی کار پیمانکار و کمبود تولد ممکن است توسعه اقتصادی ایالات متحده را برای چندین دهه مهار کنند.

### عوامل دستمزد
سطح دستمزد به عنوان یکی از راه‌های اندازه‌گیری کمبود نیروی کار پیشنهاد شده‌است. با این حال، این اغلب با برداشت‌های مشترک مردم مطابقت ندارد. به عنوان مثال، اگر دستمزد به تنهایی بهترین معیار کمبود نیروی کار است، این بدان معناست که پزشکان به جای کارگران مزرعه باید وارد شوند زیرا پزشکان بسیار گران‌تر از کارگران مزرعه هستند.
گفته می‌شود تجارت برده اقیانوس اطلس (که در اوایل قرن هفدهم آغاز شد اما در اوایل قرن نوزدهم پایان یافت) از کمبود نیروی کار کشاورزی در قاره آمریکا (به ویژه در جنوب یونان ایالت‌ها). تصور می‌شد که آوردن نیروی کار آفریقایی تنها وسیله مقاومت مالاریا در آن زمان است. از قضا، به نظر می‌رسد مالاریا از طریق تجارت برده به «جهان جدید» وارد شده‌است.